# Братство тверезості
Братство тверезості (також товариство) — станові церковні організації, створені для протидії пияцтву в Галичині.

## Історія
Створені 1844 року з ініціативи М. Левицького при церквах. Поширені від 1874 року, коли митрополит Йосиф (Сембратович) виголосив послання «О достоїнстві чоловіка» та «О брацтвах тверезості».
Польська влада вороже сприйняла український антиалкогольний рух, бо він завдав економічних та політичних втрат полякам.
У селах і містах Тернопільщини ініціативу боротьби з пияцтвом та створення товариств тверезості підтримали священники В. Залозинський, Йосафат Кобринський, Й. Могильницький, І. Мордович, Рудольф Мох.
1908 року засноване також антинікотинове та антиалкогольне товариство «Відродження», яке підтримував митрополит Андрей (Шептицький).
Степан Качала протягом 1870, 1873, 1874 років видав книжку на антиалкогольну тематику — «Що нас губить, а що нам помогти може» загальним накладом 7 000 примірників).
За радянської влади у 1980-х роках також організовувалися товариства тверезості.
Відновлені в Українській греко-католицькій церкві у 1990-х роках.

## Завдання Братства
- плекати високий моральний дух серед вірних;
- боротися проти задурманення свідомості людини алкоголем, наркотиком і нікотином;
- вести пропаганду здорового способу життя серед свого довкілля.

## Золота книга тверезості
Ініціатором заснування Золотих книг тверезості в греко-католицьких парафіях виступив митрополит Йосиф (Сембратович).
Кожен християнин, вільний від алкогольного узалежнення, може відмовитися від споживання алкоголю в намірі зцілення близької особи або осіб з  алкогольною залежністю.
Після молитви «Царю Небесний» до Святого Духа молитву читаються слова присяги відречення від алкоголю. Текст присяги розміщений на другій сторінці книги. Читаючи присягу вказують своє ім'я, на скільки часу складається присяга (тривалість відмови від алкоголю вибирається на власний розсуд: декілька місяців, пів року, рік чи інший термін), та роблять намір за кого складається ця жертва, тобто пригадується і на ім'я називається особа або особи, для яких проситься благодать зцілення. Після цього в книгу вписувався порядковий номер, ім'я та прізвище, часовий термін складення присяги та ім'я або імена тих, за кого складається присяга.
У визначений день місяця в храмі відбувається богослужіння в намірі за зцілення залежних від алкоголю та за членів їх родин. Під час богослужіння священнослужитель бере Золоту книгу тверезості на престол і молиться за зцілення усіх, чиї імена вписані в книгу.

## Статут
Сучасні Братства стриманості та тверезості при храмах діють на основі проєкт статуту, який надав для користування історик пан Василь Лаба.

## Пам'ятники
У понад 100 населених пунктах Тернопільщини встановлені пам'ятники на честь святої тверезості та проведено місії тверезості.